# Вілсон Чендлер
Вілсон Чендлер (англ. Wilson Chandler, нар. 10 травня 1987, Бентон-Гарбор, Мічиган, США) — американський професіональний баскетболіст, легкий форвард, останньою командою якого була «Чжецзян Лайонс» з КБА.

## Ігрова кар'єра

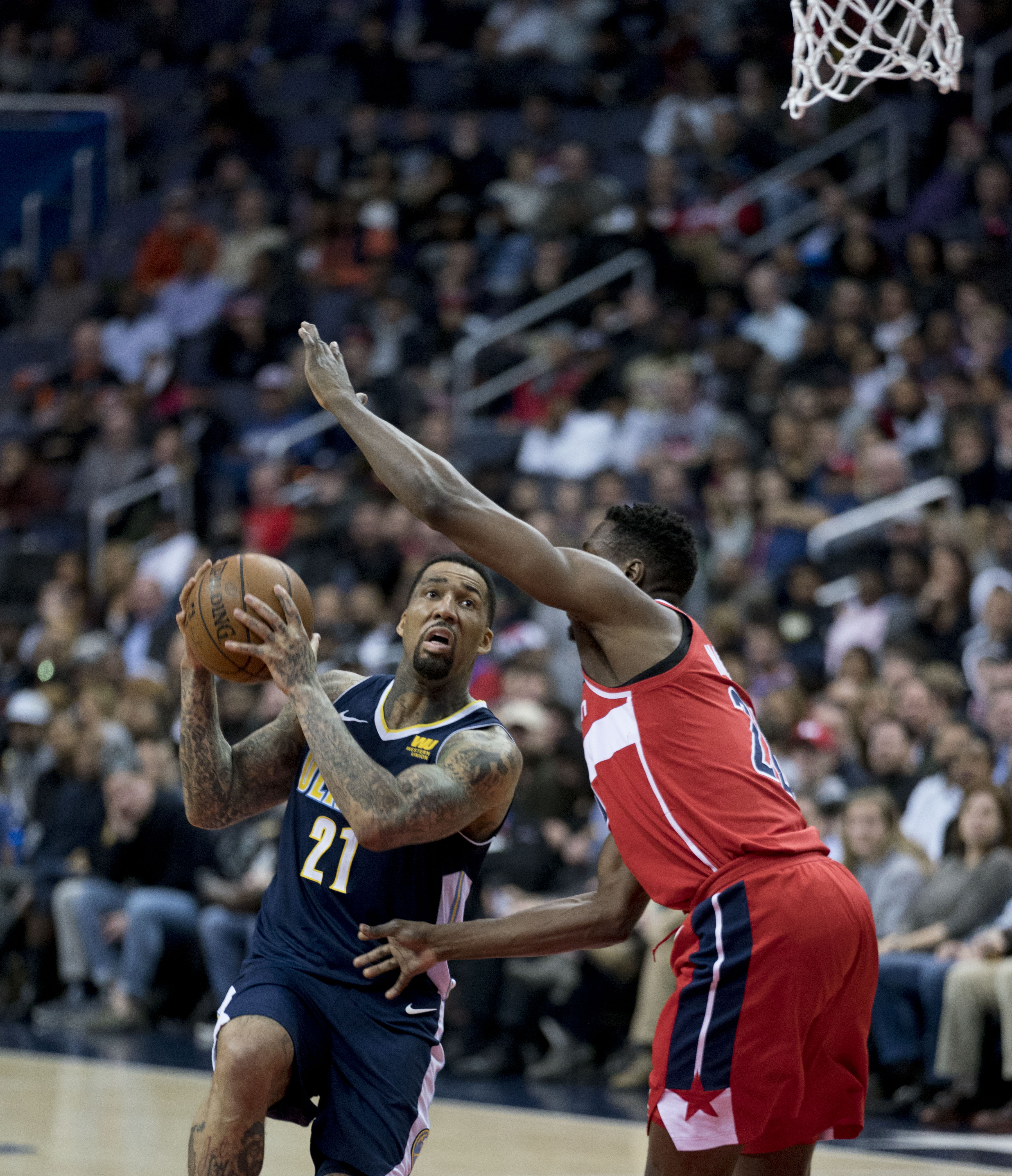
Чендлер у грі за «Денвер», березень 2018

На університетському рівні грав за команду Депол (2005–2007). 
2007 року був обраний у першому раунді драфту НБА під загальним 23-м номером командою «Нью-Йорк Нікс». Професійну кар'єру розпочав 2007 року виступами за тих же «Нью-Йорк Нікс», захищав кольори команди з Нью-Йорка протягом наступних 4 сезонів. Взимку 2009 року взяв участь у матчі новачків проти гравців другого року під час зіркового вікенду. 9 лютого 2010 року набрав 35 очок в матчі проти «Сакраменто Кінгс», встановивши свій особистий рекорд.
22 лютого 2011 року перейшов до складу «Денвер Наггетс».
У серпні 2011 року через локаут в НБА, перейшов до китайської команди «Чжецзян Лайонс», у складі якої провів пів року. У березні 2012 року повернувся до Денвера. 7 березня 2017 року оновив свій бомбардирський рекорд, набравши 36 очок проти «Сакраменто».
З 2018 по 2019 рік грав у складі «Філадельфія Севенті-Сіксерс».
6 лютого 2019 року разом з Майком Мускалою, Лендрі Шаметом та кількома майбутніми драфт-піками був обміняний до складу «Лос-Анджелес Кліпперс» на Тобіаса Гарріса, Бобана Мар'яновича та Майка Скотта.
В липні 2019 року став гравцем «Бруклін Нетс». В серпні був відсторонений на 25 матчів НБА за вживання заборонених стимулюючих препаратів у попередньому сезоні.
8 вересня 2020 року повернувся до складу китайського «Чжецзян Лайонс».

## Статистика виступів

### Регулярний сезон
| Сезон             | Команда                       | GP  | GS  | MPG  | FG%  | 3P%  | FT%  | RPG | APG | SPG | BPG | PPG  |
| ----------------- | ----------------------------- | --- | --- | ---- | ---- | ---- | ---- | --- | --- | --- | --- | ---- |
| 2007–08           | «Нью-Йорк Нікс»               | 35  | 16  | 19.6 | .438 | .300 | .630 | 3.6 | .9  | .4  | .5  | 7.3  |
| 2008–09           | «Нью-Йорк Нікс»               | 82  | 70  | 33.4 | .432 | .328 | .795 | 5.4 | 2.1 | .9  | .9  | 14.4 |
| 2009–10           | «Нью-Йорк Нікс»               | 65  | 64  | 35.7 | .479 | .267 | .806 | 5.4 | 2.1 | .7  | .8  | 15.3 |
| 2010–11           | «Нью-Йорк Нікс»               | 51  | 30  | 34.5 | .461 | .351 | .807 | 5.9 | 1.7 | .7  | 1.4 | 16.4 |
| 2010–11           | «Денвер Наггетс»              | 21  | 19  | 30.6 | .419 | .347 | .810 | 5.0 | 1.6 | .7  | 1.1 | 12.5 |
| 2011–12           | «Денвер Наггетс»              | 8   | 6   | 26.9 | .392 | .250 | .833 | 5.1 | 2.1 | .8  | .8  | 9.4  |
| 2012–13           | «Денвер Наггетс»              | 43  | 8   | 25.1 | .462 | .413 | .793 | 5.1 | 1.3 | 1.0 | .3  | 13.0 |
| 2013–14           | «Денвер Наггетс»              | 62  | 55  | 31.1 | .416 | .348 | .724 | 4.7 | 1.8 | .7  | .5  | 13.6 |
| 2014–15           | «Денвер Наггетс»              | 78  | 75  | 31.7 | .429 | .342 | .775 | 6.1 | 1.7 | .7  | .4  | 13.9 |
| 2016–17           | «Денвер Наггетс»              | 71  | 33  | 30.9 | .461 | .337 | .727 | 6.5 | 2.0 | .7  | .4  | 15.7 |
| 2017–18           | «Денвер Наггетс»              | 74  | 71  | 31.7 | .445 | .358 | .772 | 5.4 | 2.1 | .6  | .5  | 10.0 |
| 2018–19           | «Філадельфія Севенті-Сіксерс» | 36  | 32  | 26.4 | .440 | .390 | .722 | 4.7 | 2.0 | .6  | .5  | 6.7  |
| 2019–20           | «Бруклін Нетс»                | 35  | 3   | 21.0 | .404 | .306 | .870 | 4.1 | 1.1 | .5  | .3  | 5.9  |
| Усього за кар'єру | Усього за кар'єру             | 676 | 483 | 30.0 | .443 | .306 | .770 | 5.3 | 1.8 | .7  | .6  | 12.5 |

### Плей-оф
| Сезон             | Команда                 | GP | GS | MPG  | FG%  | 3P%  | FT%   | RPG | APG | SPG | BPG | PPG  |
| ----------------- | ----------------------- | -- | -- | ---- | ---- | ---- | ----- | --- | --- | --- | --- | ---- |
| 2011              | «Денвер Наггетс»        | 5  | 2  | 23.0 | .276 | .143 | .778  | 4.4 | .4  | .6  | .8  | 4.8  |
| 2013              | «Денвер Наггетс»        | 6  | 6  | 34.2 | .355 | .310 | .750  | 5.5 | 1.3 | 1.3 | .5  | 12.0 |
| 2019              | «Лос-Анджелес Кліпперс» | 4  | 0  | 13.0 | .313 | .100 | 1.000 | 1.5 | .5  | .5  | .0  | 3.8  |
| Усього за кар'єру | Усього за кар'єру       | 15 | 8  | 24.8 | .331 | .239 | .800  | 4.1 | .8  | .9  | .5  | 7.4  |